# Campionati europei di pallacanestro 3x3 2014
I campionati europei di pallacanestro 3x3 2014 sono stati la prima edizione della manifestazione continentale organizzata dalla FIBA Europe. Si sono tenuti nella Piazza Università di Bucarest, in Romania, dal 5 al 7 settembre 2014.
Vi hanno partecipato 32 selezioni nazionali, divise equamente tra torneo maschile e femminile. La nazionale maschile padrone di casa, quella della Romania, ha vinto in finale battendo la Slovenia; anche quella femminile della Russia ha sconfitto in finale la formazione slovena.

## Qualificazioni
Le qualificazioni si sono tenute nell'estate 2014 per designare le quindici partecipanti per torneo, da affiancare alle nazionali della Romania.

## Fasi finali
Il 27 agosto 2014 sono stati annunciati i gruppi.

### Torneo maschile
Pool A
| Squadra   | G | V | P | PF | PS | DP  | Pt |  | SRB   | ESP   | ISR   | CZE   |
| --------- | - | - | - | -- | -- | --- | -- |  | ----- | ----- | ----- | ----- |
| Serbia    | 3 | 3 | 0 | 64 | 49 | +15 | 6  |  | —     | 22–17 | 21–16 | 21–16 |
| Spagna    | 3 | 2 | 1 | 58 | 59 | −1  | 5  |  | 17–22 | —     | 20–18 | 21–19 |
|           |   |   |   |    |    |     |    |  |       |       |       |       |
| Israele   | 3 | 1 | 2 | 55 | 59 | −4  | 4  |  | 16–21 | 18–20 | —     | 21–18 |
| Rep. Ceca | 3 | 0 | 3 | 53 | 63 | −10 | 3  |  | 16–21 | 19–21 | 18–21 | —     |

Pool B
| Squadra | G | V | P | PF | PS | DP  | Pt |  | BEL   | EST   | RUS   | AND   |
| ------- | - | - | - | -- | -- | --- | -- |  | ----- | ----- | ----- | ----- |
| Belgio  | 3 | 3 | 0 | 50 | 41 | +9  | 6  |  | —     | 13–10 | 16–15 | 21–16 |
| Estonia | 3 | 2 | 1 | 36 | 32 | +4  | 5  |  | 10–13 | —     | 15–14 | 11–5  |
|         |   |   |   |    |    |     |    |  |       |       |       |       |
| Russia  | 3 | 1 | 2 | 44 | 39 | +5  | 4  |  | 15–16 | 14–15 | —     | 15–8  |
| Andorra | 3 | 0 | 3 | 29 | 47 | −18 | 3  |  | 16–21 | 5–11  | 8–15  | —     |

Pool C
| Squadra     | G | V | P | PF | PS | DP  | Pt |  | SVN   | ROU   | AZE   | ITA   |
| ----------- | - | - | - | -- | -- | --- | -- |  | ----- | ----- | ----- | ----- |
| Slovenia    | 3 | 3 | 0 | 52 | 47 | +5  | 6  |  | —     | 21–20 | 16–15 | 15–12 |
| Romania     | 3 | 2 | 1 | 51 | 42 | +9  | 5  |  | 20–21 | —     | 15–8  | 16–13 |
|             |   |   |   |    |    |     |    |  |       |       |       |       |
| Azerbaigian | 3 | 1 | 2 | 40 | 40 | 0   | 4  |  | 15–16 | 8–15  | —     | 17–9  |
| Italia      | 3 | 0 | 3 | 34 | 48 | −14 | 3  |  | 12–15 | 13–16 | 9–17  | —     |

Pool D
| Squadra  | G | V | P | PF | PS | DP  | Pt |  | LTU   | GRC   | TUR   | CHE   |
| -------- | - | - | - | -- | -- | --- | -- |  | ----- | ----- | ----- | ----- |
| Lituania | 3 | 3 | 0 | 51 | 39 | +12 | 6  |  | —     | 18–13 | 15–12 | 18–14 |
| Grecia   | 3 | 2 | 1 | 55 | 40 | +15 | 5  |  | 13–18 | —     | 21–8  | 21–14 |
|          |   |   |   |    |    |     |    |  |       |       |       |       |
| Turchia  | 3 | 1 | 2 | 32 | 45 | −13 | 4  |  | 12–15 | 8–21  | —     | 12–9  |
| Svizzera | 3 | 0 | 3 | 37 | 51 | −14 | 3  |  | 14–18 | 14–21 | 9–12  | —     |

#### Fase a eliminazione diretta
|  | Quarti di finale | Quarti di finale |          |          | Semifinali                | Semifinali                |  |  | Finale | Finale |
|  |                  |                  |          |          |                           |                           |  |  |        |        |
|  |                  |                  |          |          |                           |                           |  |  |        |        |
|  |                  |                  |          |          |                           |                           |  |  |        |        |
|  | Serbia           | 16               |          |          |                           |                           |  |  |        |        |
|  | Serbia           | 16               |          |          |                           |                           |  |  |        |        |
|  | Grecia           | 20               |          |          |                           |                           |  |  |        |        |
|  | Grecia           | 20               | Grecia   | 13       |                           |                           |  |  |        |        |
|  |                  |                  | Grecia   | 13       |                           |                           |  |  |        |        |
|  |                  | Slovenia         | 16       |          |                           |                           |  |  |        |        |
|  | Slovenia         | Slovenia         | 16       | 14       |                           |                           |  |  |        |        |
|  | Slovenia         |                  |          | 14       |                           |                           |  |  |        |        |
|  | Estonia          | 13               |          |          |                           |                           |  |  |        |        |
|  | Estonia          | 13               | Slovenia | 16       |                           |                           |  |  |        |        |
|  |                  |                  | Slovenia | 16       |                           |                           |  |  |        |        |
|  |                  | Romania          | 19       |          |                           |                           |  |  |        |        |
|  | Belgio           | Romania          | 19       | 15       |                           |                           |  |  |        |        |
|  | Belgio           |                  |          | 15       |                           |                           |  |  |        |        |
|  | Romania          | 21               |          |          |                           |                           |  |  |        |        |
|  | Romania          | 21               | Romania  | 18       | Finale per il terzo posto | Finale per il terzo posto |  |  |        |        |
|  |                  |                  | Romania  | 18       | Finale per il terzo posto | Finale per il terzo posto |  |  |        |        |
|  |                  | Lituania         | 13       |          |                           |                           |  |  |        |        |
|  | Lituania         | Lituania         | 13       | 15       | Grecia                    | 18                        |  |  |        |        |
|  | Lituania         |                  |          | 15       | Grecia                    | 18                        |  |  |        |        |
|  | Spagna           | 13               |          | Lituania | 21                        |                           |  |  |        |        |
|  | Spagna           | 13               |          |          | 21                        |                           |  |  |        |        |
|  |                  |                  |          |          |                           |                           |  |  |        |        |
|  |                  |                  |          |          |                           |                           |  |  |        |        |

#### Classifica finale
| Pos | Team        | Pld | W | L | PF  | Squadra                                                                       |
| --- | ----------- | --- | - | - | --- | ----------------------------------------------------------------------------- |
| 1   | Romania     | 6   | 5 | 1 | 109 | Romania 3×34 Santana-Castillo, 5 Vasile Ştefan, 15 Popescu, 27 Vlaicu, All. - |
| 2   | Slovenia    | 6   | 5 | 1 | 98  | Slovenia 3×34 Hercegovac, 6 Kunc, 7 Črešnar, 10 Smaka, All. -                 |
| 3   | Lituania    | 6   | 5 | 1 | 100 | Template:Lituania maschile pallacanestro 3x3 europeo 2014                     |
| 4   | Grecia      | 6   | 3 | 3 | 106 | Grecia 3×34 Papantōniou, 8 Rallatos, 13 Mpogrīs, 14 Kaselakīs, All. -         |
| 5   | Serbia      | 4   | 3 | 1 | 80  | Serbia 3×38 Majstorović, 11 Domović Bulut, 13 Ždero, 17 Savić, All. -         |
| 6   | Belgio      | 4   | 3 | 1 | 65  | Template:Belgio maschile pallacanestro 3x3 europeo 2014                       |
| 7   | Spagna      | 4   | 2 | 2 | 71  | Spagna 3×34 Ros, 5 Rojas Martin, 6 Martín, 7 Vasco Trabado, All. -            |
| 8   | Estonia     | 4   | 2 | 2 | 49  | Template:Estonia maschile pallacanestro 3x3 europeo 2014                      |
| 9   | Israele     | 3   | 1 | 2 | 55  | Template:Israele maschile pallacanestro 3x3 europeo 2014                      |
| 10  | Russia      | 3   | 1 | 2 | 44  | Template:Russia maschile pallacanestro 3x3 europeo 2014                       |
| 11  | Azerbaigian | 3   | 1 | 2 | 40  | Azerbaigian 3×35 Alijevas, 8 Niftaliyev, 14 Hamzayev, 15 Nelson, All. -       |
| 12  | Turchia     | 3   | 1 | 2 | 32  | Turchia 3×39 Yılmaz, 12 Yavi, 15 Aksoyak, 21 Ekmen, All. -                    |
| 13  | Rep. Ceca   | 3   | 0 | 3 | 53  | Template:Repubblica Ceca maschile pallacanestro 3x3 europeo 2014              |
| 14  | Svizzera    | 3   | 0 | 3 | 37  | Svizzera 3×312 Tolusso, 13 Molteni, 14 Baechler, 15 Amunugama, All. -         |
| 15  | Italia      | 3   | 0 | 3 | 34  | Italia 3×312 Bassani, 20 Negri, 33 Agusto, 80 Tedeschini, All. David Restelli |
| 16  | Andorra     | 3   | 0 | 3 | 29  | Template:Andorra maschile pallacanestro 3x3 europeo 2014                      |

### Torneo femminile
Pool A
| Squadra   | G | V | P | PF | PS | DP | Pt |  | LTU   | TUR   | CZE   | GRC   |
| --------- | - | - | - | -- | -- | -- | -- |  | ----- | ----- | ----- | ----- |
| Lituania  | 3 | 3 | 0 | 39 | 32 | +7 | 6  |  | —     | 18–17 | 11–6  | 10–9  |
| Turchia   | 3 | 2 | 1 | 42 | 40 | +2 | 5  |  | 17–18 | —     | 8–7   | 17–15 |
|           |   |   |   |    |    |    |    |  |       |       |       |       |
| Rep. Ceca | 3 | 1 | 2 | 30 | 35 | −5 | 4  |  | 6–11  | 7–8   | —     | 17–16 |
| Grecia    | 3 | 0 | 3 | 40 | 44 | −4 | 3  |  | 9–10  | 15–17 | 16–17 | —     |

Pool B
| Squadra  | G | V | P | PF | PS | DP  | Pt |  | RUS   | SVN   | ESP   | LAT   |
| -------- | - | - | - | -- | -- | --- | -- |  | ----- | ----- | ----- | ----- |
| Russia   | 3 | 3 | 0 | 54 | 38 | +16 | 6  |  | —     | 15–10 | 19–16 | 20–12 |
| Slovenia | 3 | 2 | 1 | 38 | 31 | +7  | 5  |  | 10–15 | —     | 11–10 | 17–6  |
|          |   |   |   |    |    |     |    |  |       |       |       |       |
| Spagna   | 3 | 1 | 2 | 40 | 37 | +3  | 4  |  | 16–19 | 10–11 | —     | 14–7  |
| Lettonia | 3 | 0 | 3 | 25 | 51 | −26 | 3  |  | 12–20 | 6–17  | 7–14  | —     |

Pool C
| Squadra  | G | V | P | PF | PS | DP | Pt |  | CHE   | ROU   | IRL   | UKR   |
| -------- | - | - | - | -- | -- | -- | -- |  | ----- | ----- | ----- | ----- |
| Svizzera | 3 | 2 | 1 | 45 | 38 | +7 | 5  |  | —     | 20–15 | 17–11 | 8–12  |
| Romania  | 3 | 2 | 1 | 52 | 49 | +3 | 5  |  | 15–20 | —     | 17–12 | 20–17 |
|          |   |   |   |    |    |    |    |  |       |       |       |       |
| Irlanda  | 3 | 1 | 2 | 39 | 48 | −9 | 4  |  | 11–17 | 12–17 | —     | 16–14 |
| Ucraina  | 3 | 1 | 2 | 43 | 51 | −8 | 4  |  | 12–8  | 17–20 | 14–16 | —     |

Pool D
| Squadra     | G | V | P | PF | PS | DP  | Pt |  | BEL   | NLD   | ISR   | SVK   |
| ----------- | - | - | - | -- | -- | --- | -- |  | ----- | ----- | ----- | ----- |
| Belgio      | 3 | 3 | 0 | 46 | 31 | +15 | 6  |  | —     | 17–11 | 17–10 | 12–10 |
| Paesi Bassi | 3 | 2 | 1 | 38 | 23 | +15 | 5  |  | 11–17 | —     | 12–1  | 15–5  |
|             |   |   |   |    |    |     |    |  |       |       |       |       |
| Israele     | 3 | 1 | 2 | 27 | 42 | −15 | 4  |  | 10–17 | 1–12  | —     | 16–13 |
| Slovacchia  | 3 | 0 | 3 | 28 | 43 | −15 | 3  |  | 10–12 | 5–15  | 13–16 | —     |

#### Fase a eliminazione diretta
|  | Quarti di finale | Quarti di finale |             |        | Semifinali                | Semifinali                |  |  | Finale | Finale |
|  |                  |                  |             |        |                           |                           |  |  |        |        |
|  |                  |                  |             |        |                           |                           |  |  |        |        |
|  |                  |                  |             |        |                           |                           |  |  |        |        |
|  | Lituania         | 13               |             |        |                           |                           |  |  |        |        |
|  | Lituania         | 13               |             |        |                           |                           |  |  |        |        |
|  | Paesi Bassi      | 14               |             |        |                           |                           |  |  |        |        |
|  | Paesi Bassi      | 14               | Paesi Bassi | 8      |                           |                           |  |  |        |        |
|  |                  |                  | Paesi Bassi | 8      |                           |                           |  |  |        |        |
|  |                  | Slovenia         | 13          |        |                           |                           |  |  |        |        |
|  | Svizzera         | Slovenia         | 13          | 10     |                           |                           |  |  |        |        |
|  | Svizzera         |                  |             | 10     |                           |                           |  |  |        |        |
|  | Slovenia         | 11               |             |        |                           |                           |  |  |        |        |
|  | Slovenia         | 11               | Slovenia    | 13     |                           |                           |  |  |        |        |
|  |                  |                  | Slovenia    | 13     |                           |                           |  |  |        |        |
|  |                  | Russia           | 16          |        |                           |                           |  |  |        |        |
|  | Russia           | Russia           | 16          | 21     |                           |                           |  |  |        |        |
|  | Russia           |                  |             | 21     |                           |                           |  |  |        |        |
|  | Romania          | 15               |             |        |                           |                           |  |  |        |        |
|  | Romania          | 15               | Russia      | 15     | Finale per il terzo posto | Finale per il terzo posto |  |  |        |        |
|  |                  |                  | Russia      | 15     | Finale per il terzo posto | Finale per il terzo posto |  |  |        |        |
|  |                  | Belgio           | 9           |        |                           |                           |  |  |        |        |
|  | Belgio           | Belgio           | 9           | 21     | Paesi Bassi               | 10                        |  |  |        |        |
|  | Belgio           |                  |             | 21     | Paesi Bassi               | 10                        |  |  |        |        |
|  | Turchia          | 17               |             | Belgio | 16                        |                           |  |  |        |        |
|  | Turchia          | 17               |             |        | 16                        |                           |  |  |        |        |
|  |                  |                  |             |        |                           |                           |  |  |        |        |
|  |                  |                  |             |        |                           |                           |  |  |        |        |

#### Classifica finale
| Pos | Team        | Pld | W | L | PF  | Squadra                                                                |
| --- | ----------- | --- | - | - | --- | ---------------------------------------------------------------------- |
| 1   | Russia      | 6   | 6 | 0 | 106 | Russia 3×39 Čerepanova, 10 Stolyar, 11 Logunova, 18 Leškovceva, All. - |
| 2   | Slovenia    | 6   | 4 | 2 | 75  | Slovenia 3×34 Zdolšek, 12 Žibert, 14 Ljubenović, 22 Piršič, All. -     |
| 3   | Belgio      | 6   | 5 | 1 | 92  | Template:Belgio femminile pallacanestro 3x3 europeo 2014               |
| 4   | Paesi Bassi | 6   | 3 | 3 | 70  | Template:Paesi Bassi femminile pallacanestro 3x3 europeo 2014          |
| 5   | Lituania    | 4   | 3 | 1 | 52  | Template:Lituania femminile pallacanestro 3x3 europeo 2014             |
| 6   | Romania     | 4   | 2 | 2 | 67  | Romania 3×34 Haas, 12 Șipoș, 14 Crăciun, 44 Mărginean, All. -          |
| 7   | Turchia     | 4   | 2 | 2 | 59  | Template:Turchia femminile pallacanestro 3x3 europeo 2014              |
| 8   | Svizzera    | 4   | 2 | 2 | 55  | Template:Svizzera femminile pallacanestro 3x3 europeo 2014             |
| 9   | Ucraina     | 3   | 1 | 2 | 43  | Ucraina 3×39 Naumenko, 13 Risina, 14 Jahupova, 15 Paziuk, All. -       |
| 10  | Spagna      | 3   | 1 | 2 | 40  | Spagna 3×34 Díaz, 6 Bahí, 7 Pérez, 13 Gastaminza, All. -               |
| 11  | Irlanda     | 3   | 1 | 2 | 39  | Irlanda 3×37 N. Dwyer, 8 McLaughlin, 9 G. Dwyer, 10 Maguire, All. -    |
| 12  | Rep. Ceca   | 3   | 1 | 2 | 30  | Rep. Ceca 3×35 Zohnová, 8 Vorlová, 9 Vlková, 10 Kuthanová, All. -      |
| 13  | Israele     | 3   | 1 | 2 | 27  | Template:Israele femminile pallacanestro 3x3 europeo 2014              |
| 14  | Grecia      | 3   | 0 | 3 | 40  | Grecia 3×34 Spatharou, 5 Karampatsa, 10 Stauridou, 13 Kosma, All. -    |
| 15  | Slovacchia  | 3   | 0 | 3 | 28  | Template:Slovacchia femminile pallacanestro 3x3 europeo 2014           |
| 16  | Lettonia    | 3   | 0 | 3 | 25  | Template:Lettonia femminile pallacanestro 3x3 europeo 2014             |